# Papillons de nuit (film, 1964)
Pour les articles homonymes, voir Papillon de nuit (homonymie).
Pour plus de détails, voir Fiche technique et Distribution.
Papillons de nuit (Saturday Night Out) est un  film britannique de Robert Hartford-Davis sorti en 1964.

## Synopsis
Trois marins et plusieurs passagers débarquent au Pool of London un samedi soir et partent à l'aventure dans la City.

## Fiche technique
- Titre : Papillons de nuit
- Titre original : Saturday Night Out
- Réalisation : Robert Hartford-Davis
- Scénario : Donald Ford et Derek Ford
- Musique : Robert Richards
- Photographie : Peter Newbrook
- Montage : Alastair McIntyre
- Production : Robert Hartford-Davis et Michael Klinger
- Société de production : Compton Films et Tekli British Productions
- Pays :  Royaume-Uni
- Genre : Comédie romantique et film musical
- Durée : 100 minutes
- Dates de sortie : 
  -  Royaume-Uni : 8 décembre 1964

## Distribution
- Heather Sears : Penny
- John Bonney : Lee
- Bernard Lee : George Hudson
- Erika Remberg : Wanda
- Colin Campbell : Jamey
- Francesca Annis : Jean
- Inigo Jackson : Harry
- Vera Day : Arlene
- Caroline Mortimer : Marlene
- Margaret Nolan : Julie
- David Lodge : Arthur
- Nigel Green : Paddy
- Toni Gilpin : Margaret
- Barbara Roscoe : Mme Bingo
- Martine Beswick : une employée du bar
- Patricia Hayes : la mère d'Edie
- Derek Bond : Paul
- Freddie Mills : Joe
- The Searchers : eux-mêmes
- David Burke : le manager
- Shirley Cameron : Edie
- Patsy Fagan : une employé du bar
- Gerry Gibson : le portier
- Barry Langford : le barman
- Janet Milner : l'hôtesse
- Wendy Newton : Kathy
- Jack Taylor : le propriétaire